# James Derham
James Derham (2 de mayo de 1762—1802?), también conocido como James Durham, fue el primer afroamericano que practicó formalmente la medicina en los Estados Unidos, aunque nunca recibió una licenciatura.

## Biografía
Derham nació en la esclavitud en Filadelfia, Pensilvania siendo uno de diez hermanos. Fue propiedad de varios médicos, y uno de sus amos, el doctor Bob Love, le alentó a estudiar Medicina. Al trabajar como enfermero, pudo comprar su libertad en 1786. Abrió un consultorio médico en Nueva Orleans, y a la edad de 26 años sus ingresos anuales superaban los $3.000.
Derham conoció al doctor Benjamin Rush, el padre de la medicina estadounidense, y quedó tan impresionado con Derham que  lo animó a trasladarse a Filadelfia. Allí se convirtió en un experto en enfermedades de la garganta y en la relación entre clima y enfermedad.
Derham desapareció en 1802.